# Smådalarö gård

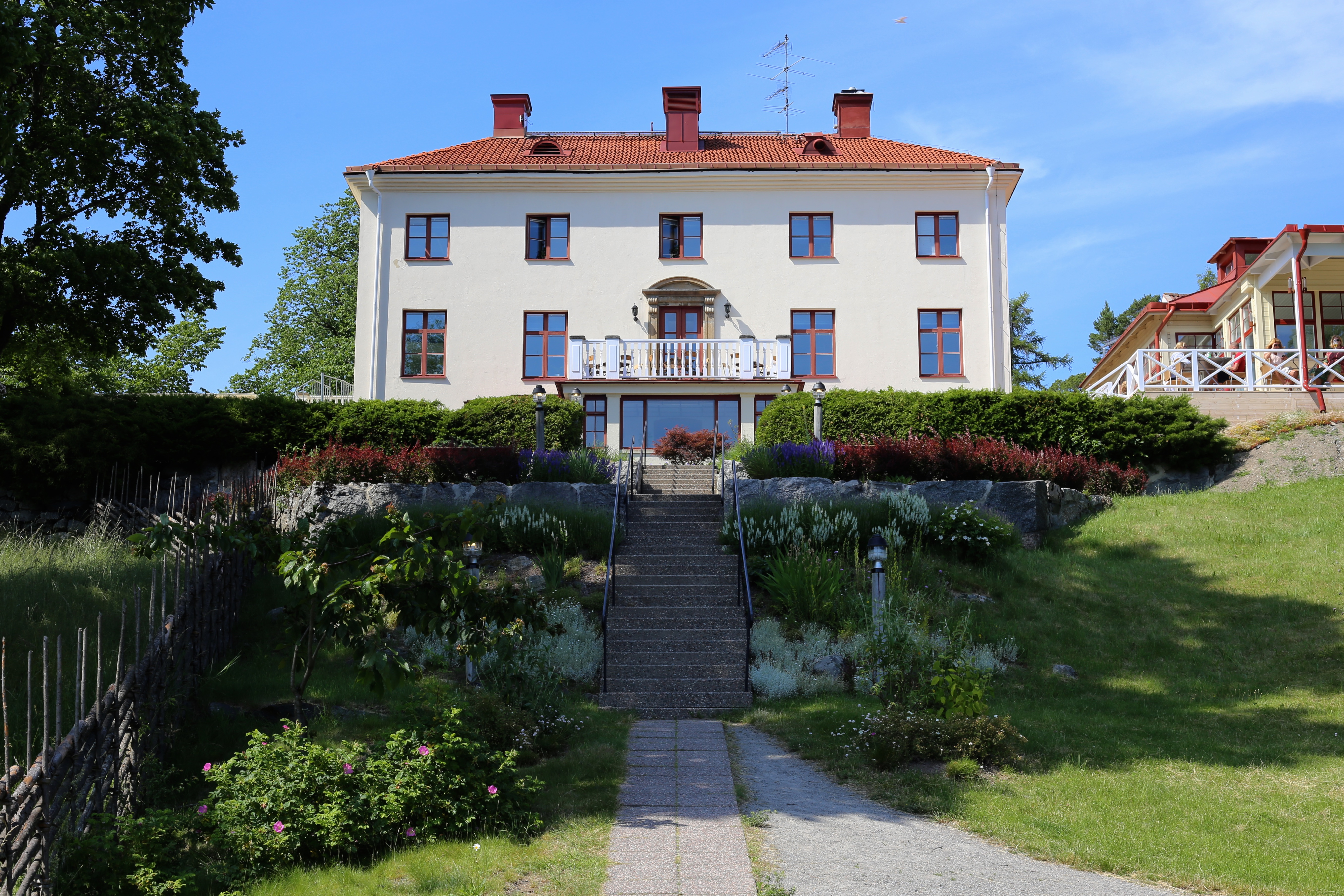
Smådalarö gård, 2015.

Smådalarö gård är en herrgård och hotell med konferensfaciliteter i Smådalarö i Dalarö socken i Haninge kommun utanför Stockholm. Huvudbyggnaden är ett stenhus uppfört av en kapten Blom 1810, och har en modernare tillbyggnad. 
Idag ägs och drivs Smådalarö Gård av Sabis (Slagteriaktiebolaget i Stockholm).